# Phaomusca bakeri
Phaomusca bakeri är en tvåvingeart som beskrevs av Malloch 1926. Phaomusca bakeri ingår i släktet Phaomusca och familjen husflugor. Inga underarter finns listade i Catalogue of Life.